# Eduard Hepp

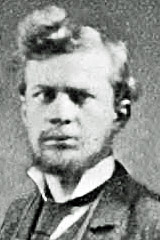
Eduard Hepp (1877)

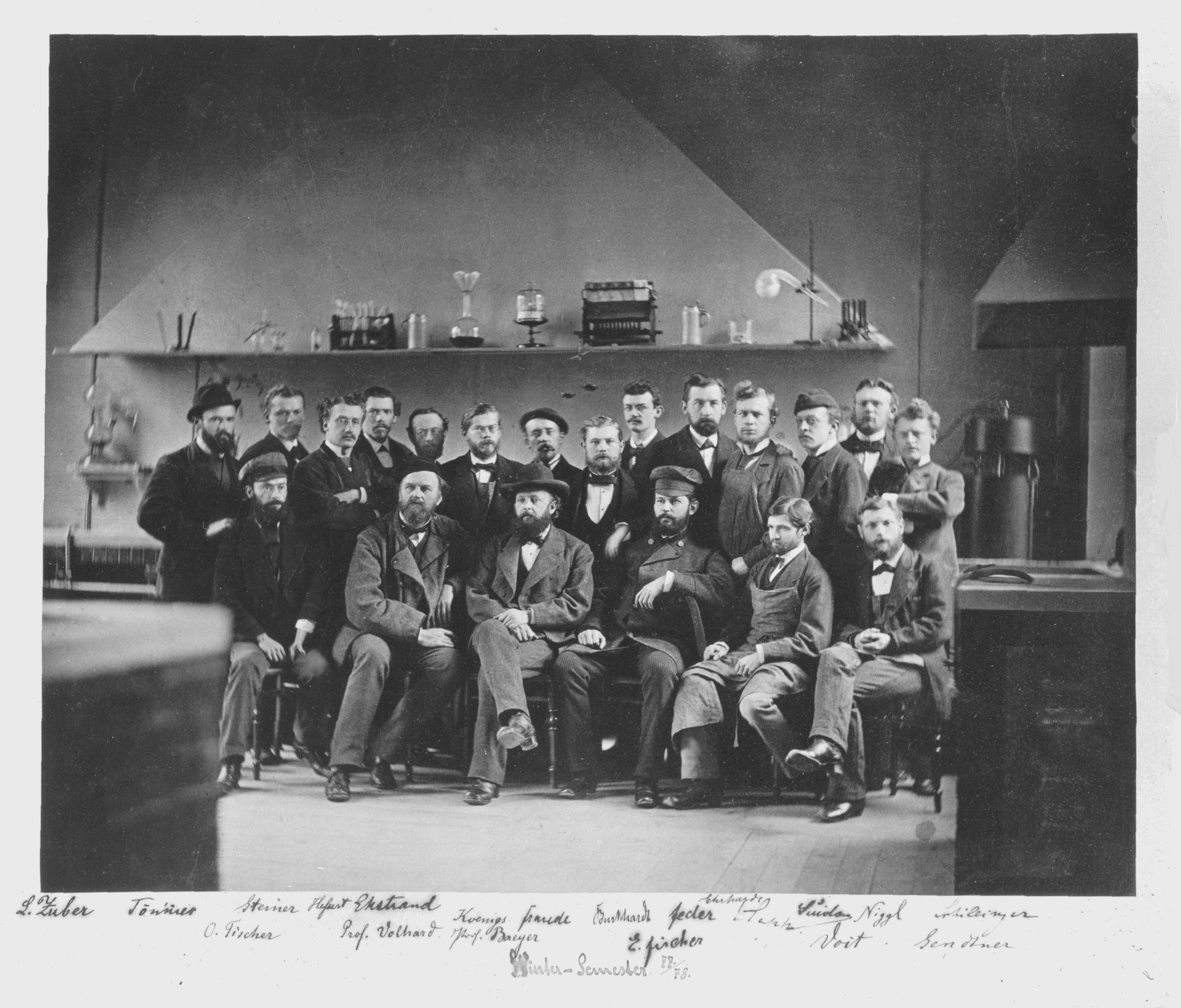
Hepp in München

Eduard Hepp (* 11. Juni 1851 in Strasbourg; † 18. Juni 1917) war ein deutscher Chemiker.
Der Sohn eines Apothekers studierte ab 1871 an den Universitäten in Heidelberg und Straßburg Chemie, er wurde 1874  promoviert bei Adolf von Baeyer, dem er anschließend an die LMU München folgte. Danach war Hepp nacheinander Mitarbeiter folgender Unternehmen:
- Badische Anilin- und Sodafabrik, Ludwigshafen
- Teerfarbenwerk Oehler, Offenbach
- Chemische Fabrik Kalle, Wiesbaden-Biebrich
- Farbwerke vorm. Meister Lucius & Brüning AG, Frankfurt-Höchst.

Hepp beschäftigte sich vor allem mit der Farbstoffchemie und ihren Zwischenprodukten. Er entwickelte Synthesen für zahlreiche Farbstoffe aus verschiedenen Stoffklassen, u. a. Anthrachinonfarbstoffe, Induline und Safranine. Er klärte auch die Konstitutionsformeln der Farbstoffe und etlicher Nebenprodukte auf. Darüber hinaus wurde er bekannt durch die Fischer-Hepp-Umlagerung und eine von ihm entdeckte Acridin-Synthese.

## Werke
- Über einige Verbindungen von Aldehyden mit aromatischen Kohlenwasserstoffen. Heitz, Straßburg 1875 (Inaugural-Dissertation)